# Panzerhaubitze 2000
Panzerhaubitze 2000 ali samo PzH 2000 je nemška 155 mm samohodna havbica, ki sta jo razvili podjetji Krauss-Maffei Wegmann (KMW) and Rheinmetall. Velja za eno najbolj sodobnih orožij tega tipa in ima visoko hitrost streljanja. V prvih 9 sekundah lahko izstreli 3 naboje in potem kontinuirano izstreljuje 10-13 projektilov na minuto. V magazinu je 60 nabojev. Zamenjava magazina traja okrog 12 minut. 
PzH 2000 ima sposobnost MRSI - na isto tarčo lahko izstreli 5 projektilov z različno trajektorjijo, projektili potem istočasno padejo na tarčo.

## Galerija
- Nizozemski PzH-2000 v C-17 na poti v Afganistan
- Nizozemski PzH-2000
- Nemški PzH 2000
- PzH 2000
- Magazin